# Saint-Léger-le-Petit
Saint-Léger-le-Petit is een gemeente in het Franse departement Cher (regio Centre-Val de Loire) en telt 352 inwoners (1999). De plaats maakt deel uit van het arrondissement Bourges.

## Geografie
De oppervlakte van Saint-Léger-le-Petit bedraagt 10,0 km², de bevolkingsdichtheid is 35,2 inwoners per km².
De onderstaande kaart toont de ligging van Saint-Léger-le-Petit met de belangrijkste infrastructuur en aangrenzende gemeenten.

## Demografie
Onderstaande figuur toont het verloop van het inwonertal (bron: INSEE-tellingen).